# Formelsamling
En formelsamling är ett referensverk som innehåller matematiska eller fysikaliska formler för allmän eller mer specifik användning.

## Exempel på formelsamlingar
- BETA Mathematics Handbook
- MAOL:s tabeller

## Formelsamling på andra wikiprojekt
- Wikibooks: Formelsamling